# Grono
Grono (Lombardisch: Gron) is een gemeente en plaats in het Zwitserse kanton Graubünden, en maakt deel uit van het district Moësa.
Grono telt 913 inwoners.
Op 11 augustus 2003 werd hier Zwitserlands hoogste temperatuur gemeten: 41,5 °C.